# Charles-Louis Taillandier
Charles-Louis Taillandier, né à Arras en 1706 et mort à Lille le 10 juin 1786, est un moine bénédictin de la Congrégation de Saint-Maur.
Il fit profession à l'abbaye de Jumièges en 1727. Il se consacra ensuite tout entier à l'étude des antiquités nationales. Il fit paraître en 1738 un Projet d'une histoire générale de Champagne et de Brie. Soupçonné de jansénisme, il dut abandonner cette entreprise et se rendit à Paris. Il y assura l'édition du Dictionnaire de la langue bretonne de dom Louis Le Pelletier (1752), puis du second volume de l'Histoire ecclésiastique et civile de la Bretagne de dom Hyacinthe Morice (1756), tous deux chez François Delaguette. Il a travaillé aussi à l'Histoire littéraire de la France et est l'auteur d'un Éloge de dom Rivet qui se trouve au début du tome IX. Ses travaux lui valurent le titre d'abbé in partibus, avec un riche bénéfice[Combien ?].